# Улица Суворова (Кобрин)
Улица Суворова (бел. Вуліца Суворава) — улица в историческом центре Кобрина. Большая часть улицы является пешеходной. Проходит от площади Свободы до парка имени Суворова.

## История
Улица возникла в 1766 году и получила название Губернская, по названию «Губерния» (административная единица в составе Кобринского ключа), к центру которого которому она вела. С 1795 года имением владел полководец А. В. Суворов (жил в нём дважды, в 1979 и в 1800 гг.), что и дало впоследствии название улице. По состоянию на 1810 год улица называлась Почтовой, позднее вновь Губернская (Губернианская, Губернянская). Переименована в Суворовскую в 1864 году. С 1921 по 1939 год, когда Кобрин находился в составе Польши, улица называлась Траугуттовой в честь Ромуальда Траугутта, затем было возвращено имя Суворова. Улица стала пешеходной с 2009 года, в связи с проведением фестиваля «Дожинки».

## Описание
Улица Суворова проходит на юг, начинаясь от площади Свободы, проходя через площадь Ленина (в этом месте примыкает Трудовая улица), заканчивается на улице Гастелло, за которой находится парк имени Суворова. Нумерация домов — от площади Свободы.

## Примечательные здания и сооружения
Застройка улицы Суворова входит в Государственный список историко-культурных ценностей Республики Беларусь в составе исторического центра Кобрина (код 112Е000383). Под государственной охраной находятся дома 1, 3, 4, 5, 7, 9, 11, 11/1, 13, а также отдельно дом 16 (Кобринский усадебный дом).
По нечётной стороне
- № 25 — Кобринский районный исполнительный комитет
- № 29 — гостиница «Беларусь»

По чётной стороне
- № 14 — Военно-исторический музей им. А. В. Суворова
- № 16 — Кобринский усадебный дом, дом-музей А. В. Суворова